# Zwieselbacher Rosskogel
Der Zwieselbacher Rosskogel ist ein 3081 m ü. A. hoher, doppelgipfliger Berg in den nördlichen Stubaier Alpen in Tirol. Der Gipfel bietet nach Norden eine recht umfassende Aussicht, da keine höheren Berge die Sicht verstellen. Nach Süden hingegen ist die Sicht durch die höheren Gipfel der Stubaier Alpen begrenzt. Die erste namentlich bekannte Besteigung erfolgte am 23. August 1881 durch Ludwig Purtscheller in Begleitung des Gamsjägers Franz Schnaiter aus Zirl.

## Lage und Umgebung

Gipfelblick (1932)

Der Zwieselbacher Rosskogel befindet sich im Bereich dreier Hochtäler: Nördlich des Gipfels liegt das Kraspes-, östlich das Gleirschtal, beides Seitentäler des Sellrain. Im Westen des Berges liegt das Zwieselbachtal, ein Seitental des Horlachtals, das unterhalb von Niederthai ins Ötztal mündet. Vom in Nord-Süd-Richtung verlaufenden Kamm, der Zwieselbach- und Gleirschtal trennt, zweigt am Zwieselbacher Rosskogel ein Seitenkamm in nordöstlicher Richtung ab, in dem mit der knapp einen Kilometer entfernten Rotgrubenspitze (3040 m) noch ein weiterer, etwas niedrigerer Dreitausender aufragt. Am Kamm nördlich des Gipfels befinden sich die Weitkarspitzen (bis 2947 m) und die Kraspesspitze (2954 m). Im deutlich ausgeprägten, nach Süden verlaufenden Grat befindet sich in einer Entfernung von ungefähr 750 Metern mit dem Gleirscher Rosskogel (2994 m) ein weiterer markanter Gipfel.
Zwischen dem nach Norden und nach Nordosten verlaufenden Kämmen eingebettet, liegt der kleine Kraspesferner, für den 1969 eine Fläche von 0,69 km² ermittelt wurde, der aber vom Gletscherrückgang stark betroffen ist.

## Anstiegsmöglichkeiten

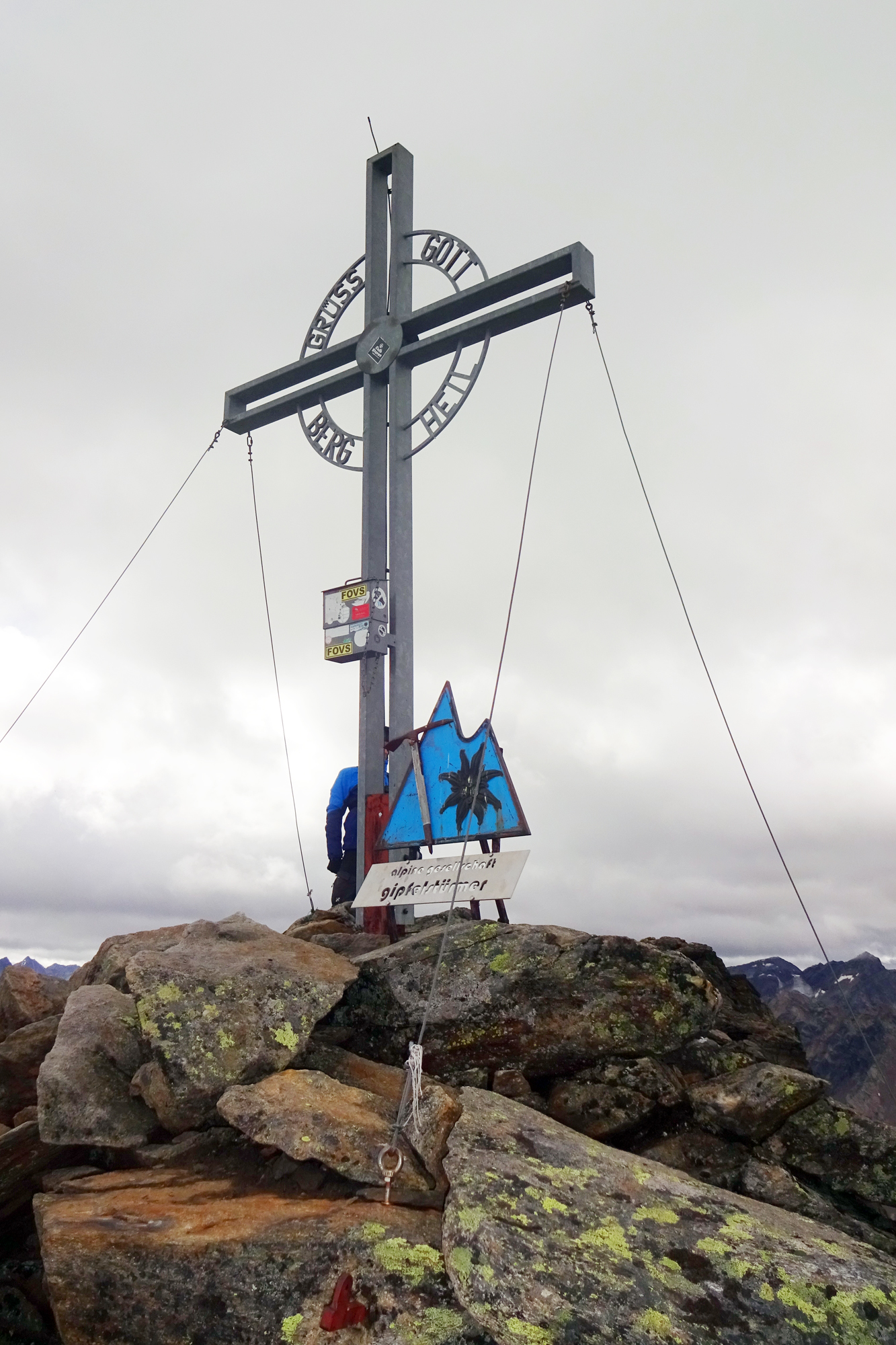
Gipfelkreuz

Über die plateauartige Einschartung unmittelbar nördlich des Gipfels zwischen Zwieselbacher Rosskogel und Weitkarspitzen führt ein markierter Steig, der als Übergang zwischen der Schweinfurter Hütte im Westen und der Pforzheimer Hütte im Osten dient. Von dieser Einschartung ist der etwas niedrigere Nordgipfel (3077 m), der das Gipfelkreuz trägt, in wenigen Minuten zu erreichen. Der ebenfalls recht kurze Übergang vom Nordgipfel zum ein wenig höheren Südgipfel erfordert etwas unschwierige Kletterei. Von beiden Hütten benötigt man ungefähr drei Stunden, um zum Gipfel zu gelangen.
Eine andere abwechslungsreiche Möglichkeit stellt die Besteigung über den Südgrat vom Gleirschjöchl (2751 m) über den Gleirscher Rosskogel dar. Über diese Route erreichten die Erstbesteiger Purtscheller und Schnaiter den Gipfel. Die schwierigsten Abschnitte des Grats, insbesondere der plattige Steilaufschwung unmittelbar südlich des Hauptgipfels, wurden 2010 von Mitgliedern der Sektion Pforzheim des Alpenvereins durch Anbringung entsprechender Steighilfen entschärft, zudem ist die als „Via Mandani“ bezeichnete Route durchgängig markiert. Trotz der Steighilfen weist der stellenweise etwas ausgesetzte Grat Kletterschwierigkeiten des II. Grads auf.
Als Skitour ist der Zwieselbacher Rosskogel äußerst beliebt, wobei es zahlreiche Routen gibt. Am häufigsten gegangen wird dabei von Norden, von Haggen durch das Krapsestal.